# Рясино (Псковская область)
Рясино — деревня в Опочецком районе Псковской области России. Входит в состав Глубоковской волости.

## География
Расположена южнее озера Коложо, в 19 км к востоку от города Опочка и в 12 км к северо-западу от бывшего волостного центра, деревни Глубокое.

## Население
| 2001 | 2002 | 2010 | 2013 | 2014 | 2015 | 2016 |
| ---- | ---- | ---- | ---- | ---- | ---- | ---- |
| 55   | ↗58  | ↘37  | →37  | →37  | ↘35  | ↘34  |

Численность населения по состоянию на начало 2001 года составляла 55 человек.

## История
С 1995 до 2005 года деревня входила в состав ныне упразднённой Норкинской волости.